# Kimberly (Idaho)
Kimberly es una ciudad ubicada en el condado de Twin Falls en el estado estadounidense de Idaho. En el año 2010 tenía una población de 3.264 habitantes y una densidad poblacional de 1.554,29 personas por km².

## Geografía
Kimberly se encuentra ubicado en las coordenadas 42°31′59″N 114°21′50″O / 42.53306, -114.36389. Según la Oficina del Censo, la localidad tiene un área total de 2,1 km² (0,8 mi²), de la cual 2,1 km² (0,8 mi²) es tierra y 0 km² (0 mi²) (0.0%) es agua.

## Demografía
En el 2000 la renta per cápita promedia del hogar era de $33,906, y el ingreso promedio para una familia era de $39,856. En 2000 los hombres tenían un ingreso per cápita de $29,650 contra $19,757 para las mujeres. El ingreso per cápita para la localidad era de $13,545. Alrededor del 8.7% de la población estaba bajo el umbral de pobreza nacional.